# أبو قرن مكلل
أبو قرن مكلل (الاسم العلمي: Rhyticeros undulatus) هو نوع من فصيلة أبو قرن.